# X3D
X3D はISOが定めたXMLベースの3次元コンピュータグラフィックスを表現するためのファイルフォーマットであり、VRML (Virtual Reality Modeling Language) の後継である。X3D は機能的に VRML の拡張（例えば、Humanoid Animation、NURBS、GeoVRML など）をカバーし、XMLの構文を使ってシーンを符号化するだけでなく、VRML97 の Open Inventor 風の構文も可能で、API も拡張している。

## 標準化
X3D では各種用途向けにいくつかのプロファイルを定義しており、例えば X3D Core、X3D Interchange、X3D CAD、X3D Geospatial、X3D Immersive などがある。また、ブラウザ開発者は独自の拡張を定義してWeb3Dコンソーシアムに標準化のために提出することができる。
X3Dのサブセットを XMT-A と呼び、MPEG-4 Part 11 で定義している XMT の派生の1つとなっている。これは、X3D と MPEG-4 における3Dコンテンツ (BIFS) のリンクを提供するよう設計されている。
X3Dの基本仕様 (ISO/IEC 19775) は2004年、ISOが承認した。X3D における XML および VRML の符号化 (ISO/IEC 19776) は2005年に承認した。

## 応用
既にいくつかの応用があり、その多くはオープンソースソフトウェアで、自前でX3Dファイルを構文解析して解釈するものである。例えば、3Dグラフィックスおよびアニメーションのエディタ Blender、サン・マイクロシステムズの仮想世界クライアント Project Wonderland などがある。しかし、広く受け入れられたとは言えず、Second Life などでもまだ採用していない。

## 関連規格
- 3DMLW (3D Markup Language for Web)
- COLLADA
- U3D
- VRML （X3D 以前の規格）